# Casa al carrer Pla i Deniel, 15 (Caldes de Malavella)
L'edifici situat al carrer Pla i Deniel, 15 és un habitatge unifamiliar entre mitgeres situat al nucli urbà de Caldes de Malavella (Selva). Forma part de l'Inventari del Patrimoni Arquitectònic de Catalunya.

## Descripció
Té planta baixa i coberta a doble vessant amb teula àrab. La façana està pintada en tons ocres, grisos i verds, dividida en tres cossos separats per quatre cadenes de pedra artificial, al cim de les quals hi ha una fulla d'acant. Al cos central hi ha la porta d'accés en arc de llinda amb un gran guardapols decorat amb motius vegetals. Cossos laterals amb finestra i balcons, decorats amb unes flors dintre d'uns medallons. Sobre les obertures hi ha gelosies de pedra artificial. Sobre cada cos hi ha un frontó triangular.